# Nicolas-Hubert Mongault

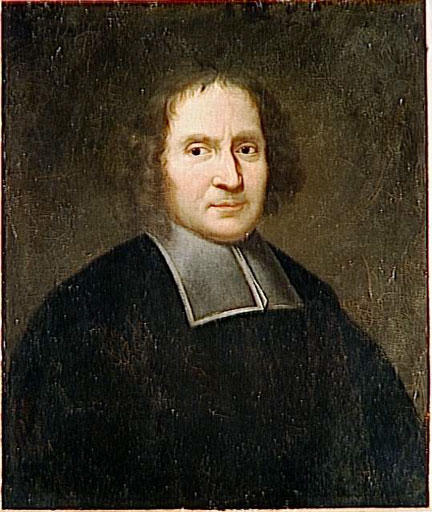
Porträt von Nicolas-Hubert de Mongault (Unbekannter Maler, Anfang des 18. Jahrhunderts)

Nicolas-Hubert Mongault (auch: Abbé Mongault; * 6. Oktober 1674 in Paris; † 11. August 1746 ebenda) war ein französischer Oratorianer, Kommendatarabt, Übersetzer und Mitglied der Académie française.

## Leben und Werk
Nicolas-Hubert Mongault war uneheliches Kind von Gilbert Colbert de Saint-Pouange (1642–1706) aus der Familie Colbert. Er besuchte das Collège du Plessis als Schüler von Charles Rollin, dann wechselte er in das Collège d’Harcourt. 1691 trat er bei den Oratorianern ein und wurde zum Studium nach Le Mans geschickt. Als er 1697 in Vendôme als Lehrer eingesetzt wurde, erwies sich seine Gesundheit als dafür zu schwach, und er trat 1699 aus dem Oratorium aus.
Sein Onkel, Jean-Baptiste-Michel Colbert de Saint-Pouange (1640–1710), Bischof von Toulouse, holte ihn nach Toulouse. Dort übersetzte er das Geschichtswerk des Herodian aus dem Altgriechischen und begann mit der Übersetzung von Ciceros Briefen an Atticus. Daraufhin brachte ihn Nicolas-Joseph Foucault mit der Académie des Inscriptions et Belles-Lettres in Kontakt, deren Assoziiertes Mitglied er 1711 wurde. Im gleichen Jahr wurde er Erzieher von Louis I. de Bourbon, duc d’Orléans. Nach Fertigstellung seiner Ciceroübersetzung in sechs Bänden wurde er 1714 zum Kommendatarabt der Abtei Chartreuve in Chéry-Chartreuve ernannt, 1719 auch noch zum Abt von Kloster Villeneuve. Als häufiger Gast im Salon der Madame de Lambert wählte ihn die Académie française 1718 auf den Sitz Nr. 19.  
Er starb 1746 im Alter von 71 Jahren an Gallensteinen, unter denen er lange gelitten hatte. Seine Übersetzungen wurden bis ins 19. Jahrhundert verlegt.

## Werke (Auswahl)
- (Übersetzer) Histoire d’Hérodien, traduite du grec en françois, avec des remarques sur la traduction.  Vve C. Barbin, Paris 1700, 1712, 1745, 1784, 1836.
- (Übersetzer) Lettres de Cicéron à Atticus, avec des remarques. 6 Bde. Paris 1714, 1738, 1773, 1802.